# Santana do Deserto
Santana do Deserto est une municipalité brésilienne de l'État du Minas Gerais et la microrégion de Juiz de Fora.